# Susana Solano
Susana Solano (Barcelona, 25 de julio de 1946) es una escultora española y artista contemporánea de proyección internacional, conocida por sus esculturas en chapa y malla de alambre.

## Biografía
En 1974 inició sus estudios en la Facultad de Bellas Artes de Barcelona. Coincidiendo con sus primeras exposiciones individuales imparte clases en dicha facultad hasta 1987. La acogida positiva de las propuestas de Solano se hizo patente en eventos como la Documenta de Kassel VIII y IX (1987 y 1992) y las bienales de Sao Paulo (1987) y Venecia (1988 y 1993). Una tarjeta de presentación que le abrió las puertas de los mejores museos, centros de arte y galerías de medio mundo (Whitechapel Art Gallery de Londres, Skulptur Projekte de Münster y galería McKee en Nueva York o el Museo de Arte Moderno de San Francisco, por citar algunos).
Es una de las escultoras más completas y consolidadas del panorama creativo nacional e internacional heredera de la tradición escultórica española de Julio González, Jorge Oteiza o Eduardo Chillida. Con reminiscencias que recuerdan a las figuras trágicas de Rodin y, de manera tangencial, los móviles de Calder, Solano trabaja con brillante soltura la escultura en metal. Su obra se dirige al espacio compartido, hacia el espacio de la ciudad, del territorio, de lo íntimo, de todos los escenarios que habitamos. Se materializa principalmente en forma de esculturas, utilizando materiales como el plomo, el hierro o la malla metálica. Cada una de sus esculturas, cualesquiera que sean sus materiales y dimensiones, son fruto de unas vivencias personales que se asientan sobre el entorno en el que se ubican, transformándolo.

## Estilo artístico
Las obras de Susana Solano forman parte de una tradición abstracta, entendida como una dirección escogida, una propuesta matizada a lo largo de los años en oscilaciones de alejamiento y proximidad a los referentes de sus obras. Algunas obras rozan las alusiones directas a la realidad, mientras otras se encierran en una apariencia de extrema opacidad. Ella misma habla de su trabajo con cierta reserva, pues rechaza radicalmente la retórica que desdibuja la fuerza de la intención. A la escultura le pide que no sea inmediata en su lectura ni en su proceso y que mantenga en ella lo indescifrable, pues su trabajo no pretende narrar.
Su trabajo es multidisciplinar y se mueve con total naturalidad de la escultura al papel, pasando por la fotografía, el vídeo y el formato digital. Reside en Sant Just Desvern y tiene su taller en Gélida.
Ha colaborado en diferentes ocasiones con arquitectos para proyectos de exterior: José Acebillo, Ignacio Linazasoro, Hans Hollein, Francisco Torres, Víctor Rahola, Javier Romero, Ferran Vizoso y Guillermo Vázquez Consuegra.

## Obra
Exposiciones individuales:

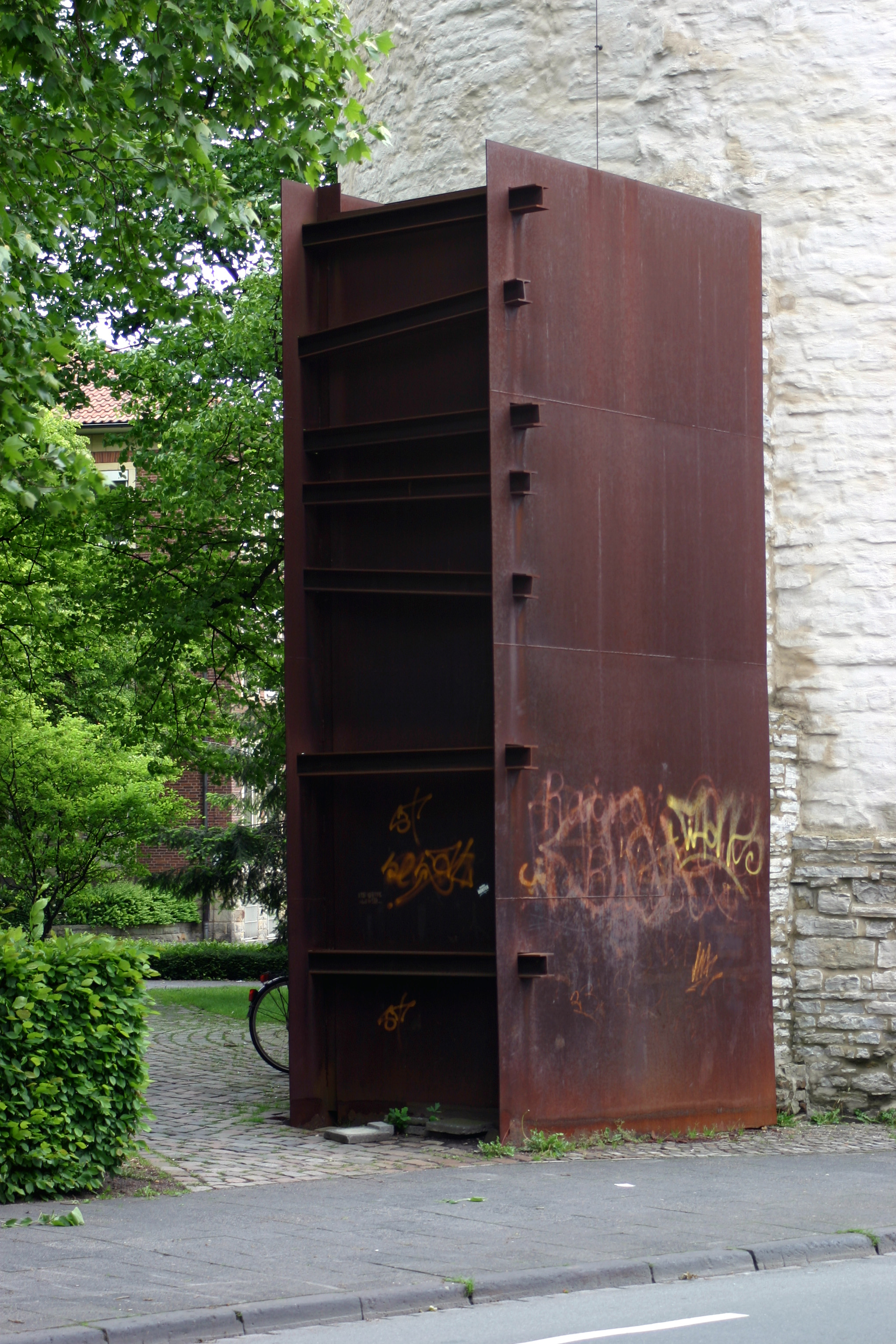
Intervención en Munster.

- 1980. Fundación Joan Miró, Barcelona
- 1983. Galería Ciento, Barcelona
- 1985. "Colinas huecas nº 8" The Utsu´Kushi-Ga-Hara Open Air Museum, Tokio
- 1986. Galería Fernando Vijande, Madrid
- 1987. "Senza Uccelli" Galería Montenegro, Madrid. Galería Maeght, Barcelona. Galerie des Arères y Chapelle des Jésuites, Nimes. "Perpendicular al Garonne" CAPC Musée d´Art Contemporain de Bordeaux, Burdeos. "Estació Termal-Associació Balneària" Galleria G. Persano, Torino
- 1988. "Plaça del Joc de la Pilota" Bonnefantenmueum, Maastricht. Anthony Reynolds Gallery, Londres, "De Varia Commesuración" XLIII Bienal de Venecia
- 1989. Städisches Museum Abteiberg Mönchengladbach, Mönchengladbach. Donald Young Gallery, Chicago. Hirshhorn Museum and Sculpture Garden, Washington
- 1990. Mala Galerija Ljubljana, Ljubljana. "Acotación n.º 1" Fattoria di Celle-Spazi d ́Arte, Santomato di Pistoia
- 1991. “Anna I” 1984-1991. Ayuntamiento de Leganés, Madrid. Galerie Daniel Lelong, París. University Art Museum Berkeley. San Francisco Museum of Modern Art, San Francisco. Centre d ́Art Contemporain Domaine de Kerguéhennec, Bignan
- 1992. “Dime, dime, querido” 1986-1992 Vall d´Hebron, Barcelona. Galería Luís Adelantado, Valencia. Galería Joan Prats, Barcelona. “Hidroteràpia” Galería Joan Prats-Artgràfic, Barcelona. Museo Nacional Centro de Arte Reina Sofía. Palacio de Velázquez, Madrid
- 1993. Whitechapel Art Gallery, Londres. Anthony Reynolds Gallery, Londres. Malmö Konsthall, Malmö. Centre National d ́Art Contemporain de Grenoble, Grenoble
- 1994. Galleria Giorgio Persano, Torino. “En busca de un paisaje” Galería Oliva Arauna, Madrid
- 1995. Galería Luis Adelantado, Valencia. Galería Mayor, Pollensa. “Moldura al paisaje” Facultad de Psicología de la UNED, Madrid. “La Demi Lune”. Bonefantenmuseum, University of Maatricht
- 1996. NBK Neuer Berliner Kunstverein, Berlín. Museum Moderner Kunst Stiftung Ludwig Wien Palais Liechtenstein, Viena. “Paisagem” Galería Quadrado Azul, Porto. Galería Juana de Aizpuru, Sevilla. David McKee Gallery, New York
- 1997. “A céu aberto” Fundaçao de Serralves, Oporto
- 1998. “Jaosokor” Galería Senda, Barcelona. “Lalibela” Galería Robayera, Miengo. “Mobles” Galería Mayor, Pollensa
- 1999. “Muecas” MACBA Museu d ́Art Contemporani de Barcelona, Barcelona. Galería Quadrado Azul, Porto. David McKee Gallery, New York. MACBA, Barcelona
- 2000. Galleria Giorgio Persano, Torino. Galería Gráfica Caja Negra, Madrid. “La piel de nadie” Galería Senda y Espai 292. Barcelona. Galería SCQ. Santiago de Compostela
- 2001. Palacio Condes de Gabia y Palacio de Dar-al Horra, Granada. “Encens i Mirra” NMAC Montenmedio Arte Contemporáneo. Vejer de la Frontera-Barbate, Cádiz. Sintra Museu de Arte Moderna. Sintra
- 2002. Galería Porta 33, Madeira. “Oro” Galería Mayor, Pollensa
- 2003. Abadía de Santo Domingo de Silos. Centro de Arte Reina Sofía. Santo Domingo de Silos. Burgos. Galería VGO, Vigo. Galería Senda y Espai 292, Barcelona. “La Linterna I”. Montehermoso, Ayuntamiento de Vitoria
- 2004. MEIAC. Museo Extremeño e Iberoamericano de Arte Contemporáneo, Colección Helga de Alvear. Badajoz.
- 2005. Galería Maior, Palma de Mallorca. “Cobalto” Nuevos Juzgados. Ciudad Real
- 2006. Galleria Giorgio Persano, Torino. David McKee Gallery, New York
- 2007. "Proyectos" Fundación ICO, Madrid. "Un hecho insignificante" Galería Helga de Alvear, Madrid
- 2008. Galerie Bernard Bouche, París
- 2010. “Lugares” Fotografías, Galería Estiarte, Madrid. Galería Maior, Palma de Mallorca. "Photografhies" Galerie Bernard Bouche, París
- 2011. "Artefactos" Galería Distrito 4, Madrid. "Carmen" Irish Museum of Modern Art, Dublín
- 2012. "Trazos colgados" Museo Casa de La Moneda, Madrid
- 2013. "Cantata" Homenaje al filósofo Eugenio Trías. UPF. Barcelona. "A meitat de camí -Halfway there" Jack Shainman Gallery, New York
- 2014. "Where´er you walk" instalación en Great Meadows, Crestwood. KY. "Vol rasant" Fundació Suñol, Barcelona. "Signatures nº 1" Celler Mas Blanch i Jové. La Pobla de Cérvoles, Lérida
- 2015. "Footprints" Galería Mayor, Pollensa
- 2017. Galería R. Pérez Hernando, Madrid
- 2018. Galería Maior, Palma de Mallorca
- 2019. "Acta" IVAM Institut Valencià d´Art Modern, Valencia y "Acta dos" Museo Patio Herreriano, Valladolid
- 2023. "Artificios" Galería Carreras Mugica, Bilbao
- 2024. "Anónimos" Fundación Vila Casas, Barcelona
- 2025. "Lo que supe y olvido", Halfhouse, Barcelona

Colecciones entre otras:
- Artium, Centro-Museo Vasco de Arte Contemporáneo, Victoria. Ayuntamiento de Leganés, Leganés. Ayuntamiento de Vitoria. Banco de Sabadell, Barcelona
- Bonnefantenmuseum, Maastricht.Carré d´Art - Musée d'Art Contemporain de Nimes, Nimes. The Carnegie Museum of Art, Pittsburg. CAPC- Musée d´Art Contemporain de Bordeaux, Bordeaux. Fine Arts Museums of San Francisco, San Francisco. Fattoria di Celle-Spazi d'Arte. Fundación Gori, Santomato di Pistoia. Fonds National d'Art Contemporain. Centre National des Arts Plastiques, París. FRAC Bretagne. Fons régional d´art contemporain, Rennes. FRAC Nouvelle-Aquitaine. Bordeaux.
- Fundació "la Caixa", Barcelona. Fundació J. Suñol, Barcelona. Fundaçao de Serralves, Porto. Fundación Santander Central Hispano, Madrid. Museo de Arte Contemporáneo Helga de Alvear, Cáceres. Guggenheim Bilbao, Bilbao. IVAM.Institut Valencià d´Art Modern, València.
- La vinya dels artistes - Mas Blanch i Jové, La Pobla de Cérvoles. MACBA Museu d'Art Contemporani de Barcelona, Barcelona. Malmö Konsthall, Malmö.
- MoMA The Museum of Modern Art, New York. Moderner Kunst Stiftung Ludwig Museum, Vien. Museet for Samtidskunst. The National Museum of Contemporary Art, Oslo.
- Museum Van Hedendaagse Kunst Citadelpark, Gent. Musée d´Art Moderne Ville de Céret, Céret. Museo Marugame Hirai de Arte Español Contemporáneo. Marugame. Museo Nacional Centro de Arte Reina Sofía, Madrid. NMAC Montenmedio, Vejer de la Frontera-Barbate. Stedelijk Museum, Ámsterdam.
- Sintra Museu de Arte Moderna, Colección Berardo. Sintra. The Utsu-Kushi-Ga-Hara Open Air Museum, Tokio. UNED.Facultad de Psicología, Madrid
- Westfalisches Landesmuseum fur Kunst und Kulturgeschichte, Münster.

## Premios y reconocimientos
- 1985 Premio Especial en el Henry Grand Prix Exhibition en Tokio.[2]
- 1988 Premio Nacional de las Artes Plásticas del Ministerio de Cultura.[7]
- 1996 Premio de la CEOE a las Artes de Madrid.[2]
- 2011 Premio Tomás Francisco Prieto de la Real Casa de la Moneda, Madrid 2011.[8]
- 2014 Premio Honorífico-Fundación Banc Sabadell en la gala de los Premios GAC-VIII Noche del Galerismo.[9]
- 2024 VII Premio de arte Catalina D'Anglade.[10]